# ديفيد راندال هيرتز
ديفيد راندال هيرتز (بالإنجليزية: David Randall Hertz)‏ (ولد في 6 أكتوبر 1960) هو مهندس معماري ومخترع ومربيأمريكي. عرف بعمله في الهندسة المعمارية المستدامة وباعتباره من أوائل المبتكرين في تطوير مواد البناء المعاد تدويرها.